# Alsószentmárton
Alsószentmárton (vyslovováno [alšósentmárton], chorvatsky Semartin, Martince Donje, rumunsky Sânmarta de Jos) je velká vesnice v Maďarsku v župě Baranya, spadající pod okres Siklós. Nachází se blízko hranice s Chorvatskem asi 5 km jihovýchodně od Siklóse. V roce 2015 zde žilo 1 247 obyvatel, z nichž jsou (dle údajů z roku 2011) 97,1 % Maďaři, naprostou většinu obyvatel (98,6 %) však tvoří Romové.
Sousedními vesnicemi jsou Egyházasharaszti a Matty, sousedním městem Siklós.